# Rieti
Rieti este un oraș în Italia.

## Personalități
- Marcus Terentius Varro (116-27 a.Chr), savant

## Demografie
Rieti - evoluția demografică

|  | Graficele sunt indisponibile din cauza unor probleme tehnice. Mai multe informații se găsesc la Phabricator și la wiki-ul MediaWiki. |

Date: Recensăminte sau birourile de statistică - grafică realizată de Wikipedia